# Stève Mvoué
Stève Regis Mvoué (Yaundé, 2 de febrero de 2002) es un futbolista camerunés. Juega de centrocampista y su equipo es el IK Start de la Primera División de Noruega. Es internacional absoluto con la selección de Camerún desde 2019.

## Trayectoria
Mvoué entró en las inferiores del Azur Star Yaoundé a los seis años. El 4 de julio de 2019 firmó un acuerdo con el Toulouse F. C. para unirse a sus filas en la temporada 2020-21. Con el primer equipo participó en 12 partidos en los que marcó un gol, logrando ascender a la Ligue 1 en 2022 antes de marcharse en septiembre al R. F. C. Seraing belga. Allí estuvo hasta que a inicios de 2024 fichó por el Portimonense S. C. El siguiente mes de septiembre regresó a Francia después de unirse al Paris 13 Atletico. Dejó el club al empezar 2025 y en febrero de ese año se incorporó al IK Start.

## Selección nacional
Mvoué fue internacional a nivel juvenil con la selección de Camerún sub-17. Fue nombrado el mejor jugador de la Copa Africana de Naciones Sub-17 2019, torneo en que Camerún se coronó campeón.
Debutó con la selección de Camerún el 9 de junio de 2019 en la victoria por 2-1 sobre Zambia en un encuentro amistoso.

## Clubes
| Club               | País     | Año       |
| ------------------ | -------- | --------- |
| Toulouse F. C.     | Francia  | 2020-2022 |
| R. F. C. Seraing   | Bélgica  | 2022-2024 |
| Portimonense S. C. | Portugal | 2024      |
| Paris 13 Atletico  | Francia  | 2024-2025 |
| IK Start           | Noruega  | 2025-     |

## Vida personal
Su madre Marie Mvoué fue futbolista, y representó a Camerún a nivel internacional. Su hermano Stéphane Zobo también es futbolista.